# Anne Robert Jacques Turgot
« Turgot » redirige ici. Pour les autres significations, voir Turgot (homonymie).
Anne Robert Jacques Turgot, baron de l'Aulne,, souvent appelé Turgot, né le 10 mai 1727 à Paris et mort le 18 mars 1781 dans la même ville, est un homme politique et économiste français. Partisan des théories libérales de Quesnay et de Gournay, il est nommé secrétaire d’État à la Marine, puis contrôleur général des finances du roi Louis XVI. Néanmoins, ses mesures pour tenter de réduire dans le long terme la dette nationale et améliorer la vie du peuple n'ont pas porté leur fruit, et furent révoquées par son successeur, le baron Jean Clugny de Nuits.

## Biographie
Les commentateurs décrivent Turgot comme un homme simple, honorable et droit, passionné de justice et de vérité, un idéaliste, ou « un doctrinaire » ; les termes « droits naturels » ou « loi naturelle » se trouvent fréquemment sous sa plume. Ses amis parlent de son charme et de sa gaieté dans les relations intimes, tandis qu’entouré d’étrangers, silencieux et maladroit, il donne une impression de réserve et de dédain. Ainsi ses amis comme ses ennemis s’accordent sur un point : sa brusquerie et son manque de tact dans les relations humaines ; August Oncken (de) relève et souligne le ton de « maître d’école » de sa correspondance, même avec le roi.

### Jeunesse
Il est le plus jeune fils de Michel-Étienne Turgot, prévôt des marchands de Paris, et de Madeleine Françoise Martineau de Brétignolles. Sa famille vient de Normandie. Le patronyme Turgot viendrait de Thor-God (Dieu Thor). Son grand-père paternel Jacques-Étienne a été intendant successivement à Metz, Tours et Moulins. Son père Michel-Étienne a été prévôt des marchands de Paris, un poste important où il est en contact tant avec le lieutenant général de police qu'avec l'intendant de la généralité de Paris ou avec le ministre chargé de l'ordre public. Son frère aîné, Michel-Jacques, est magistrat au parlement de Paris ; le second, Étienne-François, fait une carrière dans l'armée et sa sœur épouse le duc de Beauvillier de Saint-Aignan.
Fils cadet, Jacques Turgot est destiné à entrer dans les ordres. Jeune, il a un précepteur qui ne lui impose rien. La lecture le passionne et il observe ; surtout, il est doté d'une bonne mémoire. À dix ans, il entre au collège du Plessis, puis étudie « la philosophie de Locke et la physique de Newton » au collège de Bourgogne. S'il étudie les auteurs classiques, il lit également des auteurs plus récents tels que Fénelon et Voltaire.
Il commence les études de théologie en 1746 à la Sorbonne et devient bachelier en 1747. Trop jeune pour entamer une licence de théologie, il passe un an au séminaire de Saint-Sulpice où il étudie les œuvres de Descartes, Spinoza, Maupertuis et Buffon. C'est surtout John Locke qu'il loue pour être le premier à nous avoir appris « que les idées viennent des sens ». En 1749, il intègre « la maison de Sorbonne, annexe de la faculté de théologie », qui accueille des membres du clergé et douze bacheliers. Nombre de ces bacheliers occupent plus tard des postes importants, comme Loménie de Brienne, qui est cardinal et contrôleur général des finances. Il s’appelle alors l'abbé de Brucourt. Il remet deux dissertations latines remarquées, Les avantages que la religion chrétienne a apportés à l'espèce humaine, et sur L'Histoire du progrès dans l'esprit humain.
Le premier signe de son intérêt pour l'économie est une lettre de 1749 sur le billet de banque, écrite à son camarade l'abbé de Cicé, et réfutant la défense par l'abbé Terrasson du système de Law. Il se passionne pour la poésie et tente d'introduire dans la poétique française les règles de la prosodie latine. Sa traduction du quatrième livre de l’Énéide est accueillie par Voltaire comme la seule traduction en prose où il ait trouvé le moindre enthousiasme.
En 1750, il décide de ne pas entrer dans les ordres et s'en justifie, selon Dupont de Nemours, en disant qu'il ne peut porter un masque toute sa vie. En 1752, il devient substitut, et plus tard conseiller au Parlement de Paris, et, en 1753, maître des requêtes. En 1754, il fait partie de la chambre royale qui siège pendant un exil du Parlement.
En 1755 et 1756, il accompagne Gournay, alors intendant du commerce, dans ses tournées d'inspection dans les provinces, et en 1760, pendant qu'il voyage dans l'est de la France et en Suisse, il rend visite à Voltaire, avec qui il se lie d'amitié. À Paris, il fréquente les salons, en particulier ceux de Françoise de Graffigny – dont on suppose qu'il a voulu épouser la nièce, Anne-Catherine de Ligniville (« Minette »), plus tard épouse du philosophe Helvétius et son amie à vie – Marie-Thérèse Geoffrin, Madame du Deffand, Julie de Lespinasse et la duchesse d'Enville. C'est pendant cette période qu'il rencontre les théoriciens physiocrates Quesnay et Gournay, et avec eux Dupont de Nemours, l'abbé Morellet et d'autres économistes. Déjà en 1750, dans une lettre discutant du roman de Mme de Graffigny, Lettres d'une Péruvienne, il esquisse son concept de "progrès économique matériel" de l'humanité.
Parallèlement, il étudie les diverses branches de la science, et des langues à la fois anciennes et modernes. En 1753, il traduit les Questions sur le commerce de l'Anglais Josiah Tucker, et rédige ses Lettres sur la tolérance ainsi qu'un pamphlet, Le Conciliateur, en défense de la tolérance religieuse. Entre 1755 et 1756, il compose divers articles pour l'Encyclopédie, et entre 1757 et 1760, un article sur les Valeurs des monnaies, probablement pour le Dictionnaire du commerce de l'abbé Morellet. En 1759, paraît son Éloge de Gournay.

### Intendant
En août 1761, Turgot est nommé intendant de la généralité de Limoges, laquelle inclut certaines des régions les plus pauvres et les plus surtaxées de France[réf. souhaitée]. Il y resta treize ans et retrouva Louis Charles du Plessis d'Argentré. Il est déjà profondément marqué par les théories de Quesnay et Gournay, et s'emploie à les appliquer autant que possible dans sa province. Sa première idée est de continuer le travail, déjà commencé par son prédécesseur Tourny, de faire un relevé du territoire (cadastre), afin d'arriver à une estimation plus exacte pour la taille. Il obtient également une large réduction dans la contribution de la province. Il publie un Avis sur l'assiette et la répartition de la taille (1762-1770), et comme président de la Société d’agriculture de Limoges, offre des prix pour des expérimentations sur le principe de taxation. Quesnay et Mirabeau ont eux proposé une taxe proportionnelle (« impôt de quotité »), mais c'est une taxe distributive (« impôt de répartition ») que propose Turgot. Une autre idée est la substitution en ce qui concerne les corvées d'une taxe en monnaie levée sur la province entière, la construction de routes étant donnée à des contracteurs, ceci afin d'établir un réseau solide tout en distribuant plus justement les dépenses de sa construction. Du charbon est découvert le 20 février 1766 grâce à son initiative sur le territoire de Cublac,.
En 1769, il écrit son Mémoire sur les prêts à intérêt, à l’occasion de la crise provoquée par un scandale financier à Angoulême. Pour lui, il s'agit que la question du prêt soit traitée scientifiquement, et non plus seulement d'un point de vue dépendant des recommandations d'une morale du religieux, issue en partie de la scholastique et réprouvant le profit.

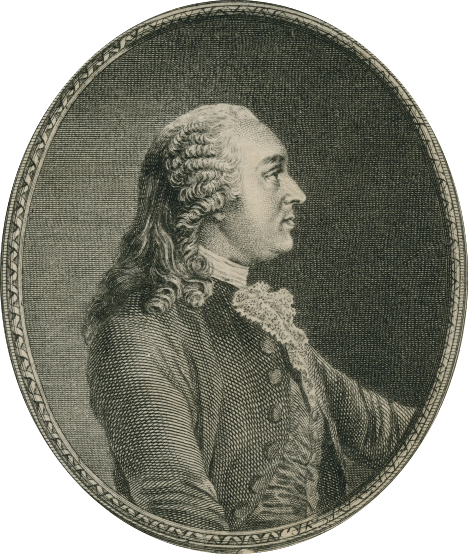
Anne Robert Jacques Turgot.

Parmi les autres travaux écrits pendant l'intendance de Turgot figurent le Mémoire sur les mines et carrières et le Mémoire sur la marque des fers, dans lesquels il proteste contre les normes étatiques et l'intervention de l’État, et défend la libre concurrence. En même temps, il fait beaucoup pour encourager l’agriculture et les industries locales, entre autres les manufactures de porcelaine.
Pendant la famine de 1770-1771, il applique cependant aux propriétaires terriens l'obligation d’aider les pauvres et particulièrement leurs métayers, et organise dans tous les ateliers de la province des bureaux de charité pour fournir une activité à ceux capables de travailler, et un secours aux infirmes. Parallèlement, il condamne la charité non discriminatoire. Turgot fait des curés, quand il peut, les agents de ses charités et de ses réformes. C'est en 1770 qu’il écrit ses fameuses Lettres sur la liberté du commerce des grains adressées au contrôleur général des finances, l'abbé Terray. Trois de ces lettres ont disparu, ayant été envoyées à Louis XVI par Turgot plus tard et jamais récupérées, mais celles qui restent démontrent que le commerce libre est de l'intérêt du propriétaire foncier, du fermier et aussi du consommateur, et demandent énergiquement un retrait des restrictions : « [Lettre du 24 août] Je me borne en ce moment, Sire, à vous rappeler ces trois paroles : Point de banqueroute ; Point d'augmentation d'impôts ; Point d'emprunts. Point de banqueroute, ni avouée, ni masquée par des réductions forcées. Point d'augmentation d'impôts, la raison en est dans la situation de vos peuples, et encore plus dans le cœur de Votre Majesté. Point d'emprunts, parce que tout emprunt diminue toujours le revenu libre ; il nécessite au bout de quelque temps ou la banqueroute, ou l'augmentation des impositions. »
L'un des travaux les plus connus de Turgot, Réflexions sur la formation et la distribution des richesses, est écrit au début de son intendance, au bénéfice de deux étudiants chinois.
En 1766, il rédige les Éphémérides du citoyen, qui paraissent en 1769-1770 dans le journal de Dupont de Nemours, et sont publiés séparément en 1776. Dupont, cependant, a altéré le texte pour le mettre plus en accord avec la doctrine de Quesnay, ce qui refroidit ses relations avec Turgot.
En 1767, il participe également à l'affaire Bélisaire, prenant la défense de l'ouvrage par un pamphlet, Les XXXVII vérités opposées aux XXXVII impiétés de Bélisaire, par un bachelier ubiquiste.
Après avoir tracé l'origine du commerce, Turgot développe la théorie de Quesnay selon laquelle le sol est la seule source de richesse, et divise la société en trois classes : les cultivateurs, les salariés ou les artisans, et les propriétaires. Après avoir discuté de l'évolution des différents systèmes de culture, de la nature des échanges et des négociations, de la monnaie, et de la fonction du capital, il choisit la théorie de l'« impôt unique », selon laquelle seul le produit net du sol doit être taxé. En conséquence, il demande encore une fois la liberté totale du commerce et de l'industrie.

### Ministre

#### Nomination

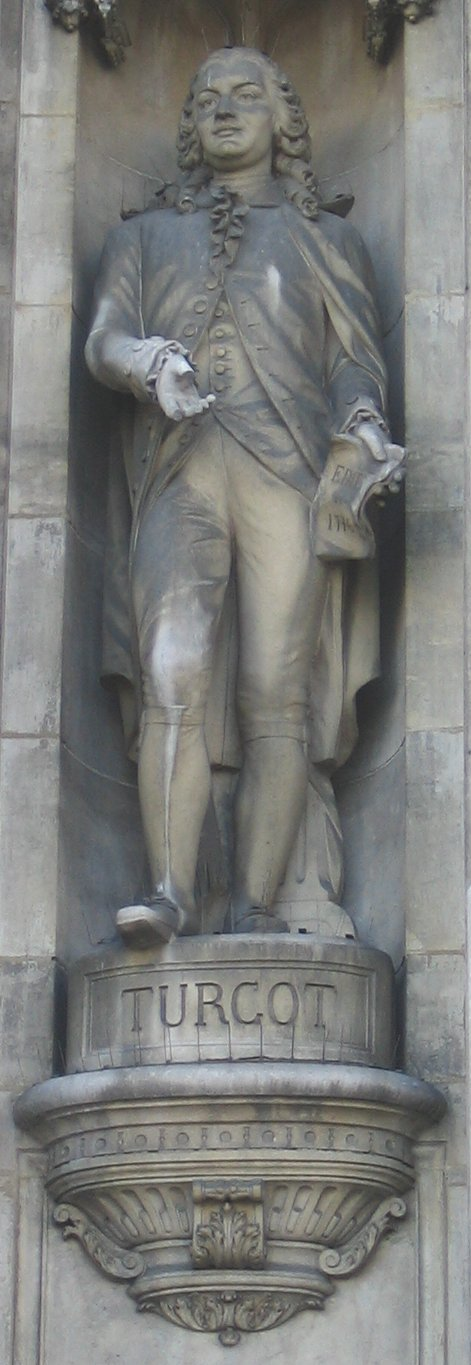
Statue de Turgot sur la façade de l'hôtel de ville de Paris.

Turgot est nommé ministre sur proposition de Maurepas, le mentor du roi, auquel il a été chaudement recommandé par l'abbé de Véry, un ami commun. Sa nomination comme ministre de la Marine en juillet 1774 est bien accueillie, notamment par le parti philosophique. C'est à cette époque que ce parti est à l'apogée de son pouvoir politique. Un mois plus tard, il est nommé contrôleur général des finances. De 1774 à 1776, il essaie de mettre en application le programme de réforme des physiocrates. Comme ces derniers, la critique qui lui est le plus fréquemment adressée est d'être systématique, un mot vu très négativement en France depuis au moins 1748. À cette date, Dortous de Mairan adresse un écrit à l'Académie des sciences où il s'inquiète de l'opprobre qui entoure le mot système. Plus tard, d'Alembert souligne que le scepticisme dogmatique qui accompagne le refus du mot système n'est qu'une des formes du dogmatisme.

#### Œuvre financière
Le premier acte de Turgot est de soumettre au roi une déclaration de principe : pas de banqueroute, pas d'augmentation de la taxation, pas d'emprunt. La politique de Turgot, face à une situation financière dramatique, est de contraindre à de strictes économies dans tous les ministères. Dès sa nomination, il montre l'exemple : il baisse ses émoluments de 142 000 à 80 000 livres, et renonce à la prise en charge de son installation de même qu'au pot-de-vin (une pratique qui n'était pas illégale) accordé traditionnellement par les fermiers généraux. Toutes les dépenses doivent désormais être soumises pour approbation au contrôleur. Un certain nombre de sinécures sont supprimées, et leurs titulaires sont dédommagés. Les abus des « acquis au comptant » sont combattus, cependant que Turgot fait appel personnellement au roi contre le don généreux d'emplois et de pensions.
Il envisage également une grande réforme de la ferme générale, mais se contente au début d’imposer ses conditions lors du renouvellement des baux : employés plus efficaces, suppression des abus des « croupes » (nom donné à une classe de pensions) – réforme que l'abbé Terray avait esquivée, ayant noté combien de personnes bien placées y étaient intéressées. Turgot annule également certains fermages, comme ceux pour la fabrication de la poudre à canon et l'administration des messageries, auparavant confiée à une société dont Antoine Lavoisier est conseiller. Plus tard, il modernise le service de diligences en remplaçant celles-ci par d'autres plus confortables qui sont surnommées « turgotines ». Il prépare un budget ordinaire.
Les mesures de Turgot réussissent à réduire considérablement le déficit, et améliorent tant le crédit national qu’en 1776, juste avant sa chute, il lui est possible de négocier un prêt à 4 % avec des banquiers. Le déficit est toutefois encore si important qu’il l'empêche d’essayer immédiatement la mise en place de son idée favorite, le remplacement des impôts indirects par une taxe sur l'immobilier. Il supprime cependant bon nombre d'octrois et de taxes mineures, et s'oppose vainement à l'entrée en guerre contre l'Angleterre pour le soutien de l'indépendance des colonies américaines.
Avec l'aide de son conseiller, le banquier suisse Isaac Panchaud, il prépare à la fin de son mandat la création de la Caisse d'Escompte, ancêtre de la banque de France, qui a pour mission de permettre une baisse des taux d'intérêt des emprunts commerciaux, puis publics.

#### Œuvre économique

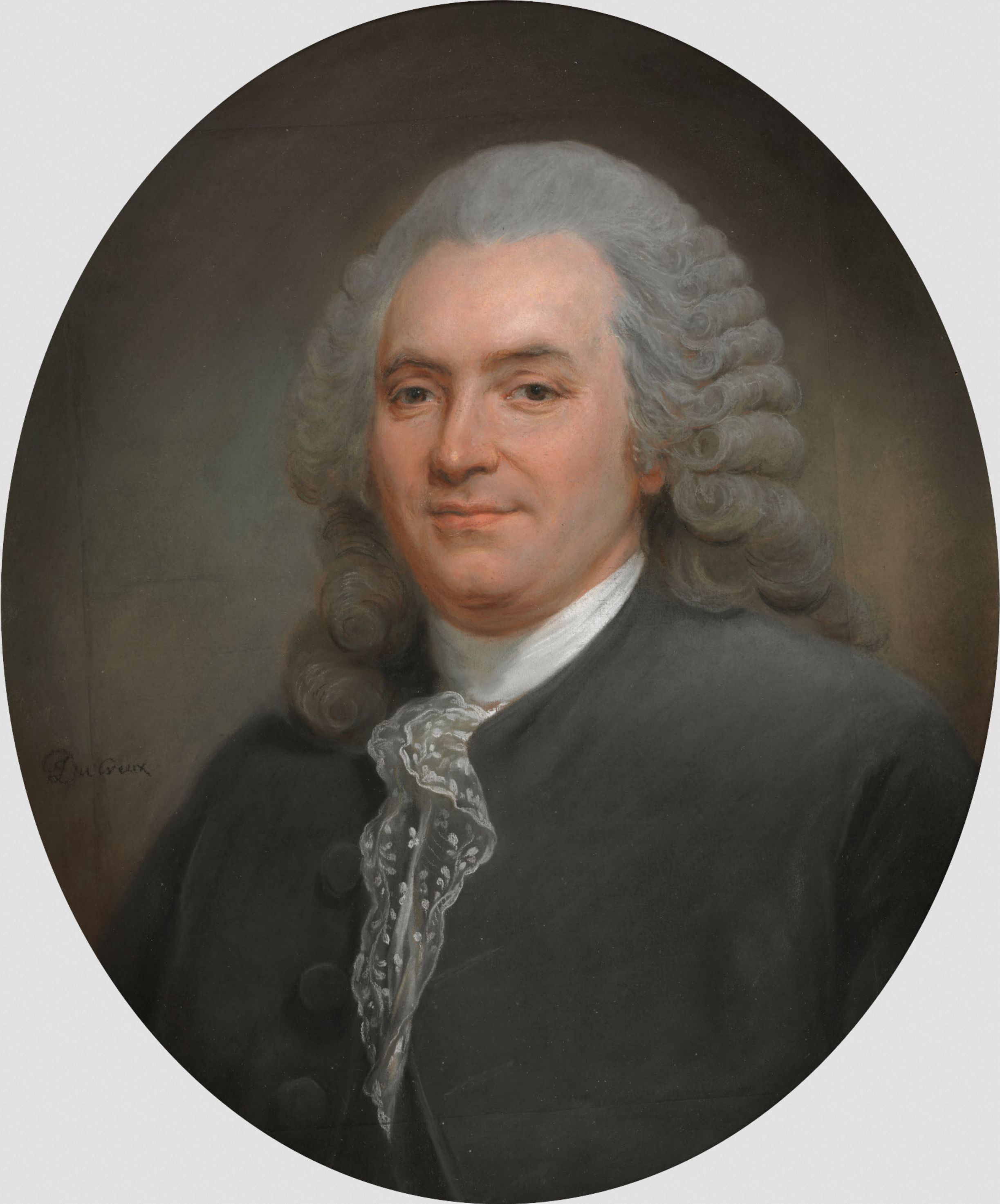
Portrait de Turgot par Joseph Ducreux, 1774/77.

Dès sa nomination aux finances, Turgot se met au travail pour établir le libre-échange dans le domaine des grains (suppression du droit de hallage), mais son décret, signé le 13 septembre 1774, rencontre une forte opposition dans le Conseil même du roi. Le préambule de ce décret, exposant les doctrines sur lesquelles il est fondé, lui vaut l'éloge des philosophes mais aussi les railleries des beaux esprits ; aussi Turgot le réécrit-il trois fois pour le rendre « si purifié que n'importe quel juge de village pourrait l'expliquer aux paysans. »
Turgot devient la cible de tous ceux qui ont pris intérêt aux spéculations sur le grain sous le régime de l'abbé Terray, ce qui inclut des princes de sang. De plus, le commerce des blés a été un sujet favori des salons et le spirituel Galiani, l'adversaire des physiocrates, a de nombreux partisans. L'opposition de l'époque est le fait de Linguet et Necker, qui en 1775 a publié son Essai sur la législation et le commerce des grains.
Pourtant, le pire ennemi de Turgot s'avère être la médiocre moisson de 1774, qui mène à la hausse du prix du pain pendant l'hiver 1774 et le printemps 1775. En avril, les perturbations surgissent à Dijon, et, au début de mai, ont lieu les grandes émeutes frumentaires connues sous le nom de « guerre des farines », qui peut être considérée comme le signe avant-coureur de la Révolution française. Turgot fait preuve de fermeté et de résolution dans la répression des émeutes, et bénéficie du soutien de Louis XVI. Sa position est affermie par l'entrée de Malesherbes parmi les ministres en juillet 1775.
Pour ce qui est de ses relations avec Adam Smith, Turgot écrit : « je me suis flatté, même de son amitié et estime, je n'avais jamais celui de sa correspondance », mais il n'y a aucun doute qu'Adam Smith a rencontré Turgot à Paris, et il est généralement admis que Recherches sur la nature et les causes de la richesse des nations doit beaucoup à Turgot.

#### Conflit avec le parlement concernant les Six Décrets
En janvier 1776, Turgot présente au Conseil du roi les fameux « six décrets de Turgot ». Sur les six, quatre sont d'importance secondaire. Les deux qui ont rencontré une opposition violente sont le décret supprimant la corvée royale et la suppression des jurandes et maîtrises. Dans le préambule, Turgot annonce son objectif d'abolir les privilèges et de soumettre les trois ordres à taxation — le clergé en a ensuite été exempté, notamment à la demande de Maurepas. Dans le préambule au décret sur les jurandes, il fixe comme principe le droit sans restriction, pour chaque homme, de travailler.
Le texte est soumis pour enregistrement au parlement en février 1776, qui refuse et émet deux remontrances. La première concerne la suppression de la corvée et son remplacement par une taxe sur les propriétaires. Le parlement évoque pour la refuser le droit naturel à la propriété. Les remontrances s'attaquent à la liberté du commerce et insistent sur le fait que le commerce des grains est différent des autres marchés. Les parlementaires considèrent en outre que les économistes n'ont qu'une connaissance spéculative, peu ancrée dans la pratique, et font état de la méfiance alors très en vogue envers les opinions systématiques. Un écrit d'un soutien de Turgot, Pierre-François Boncerf, envenime les choses. En effet, ce dernier ne demande rien dans Les inconvénients des droits féodaux que leur élimination, ce qui fait réagir le prince de Conti qui soumet le document à l'attention du Parlement. Ce dernier conclut dans une remontrance que « la multiplicité d'écrit systématique dans une nation est toujours un signe de décadence… et… de révolution ». Le parlement veut alors interroger l'auteur de l'écrit et le censeur qui a autorisé la publication mais le roi s'y oppose.
Un mois de tractations infructueuses s'écoule au cours duquel le roi lui-même est contraint de subir les remontrances du Parlement, ce qui fait dire à Louis XVI : « il n'y a que M. Turgot et moi qui aimions le peuple ». Il obtient finalement l'enregistrement des décrets par le lit de justice du 12 mars, mais, à ce moment-là, presque tout le monde est contre lui. Ses attaques contre les privilèges lui ont gagné la haine de la noblesse et du Parlement ; sa réforme de la Maison du roi, celle de la Cour ; sa législation de libre-échange, celle « des financiers » ; ses avis sur la tolérance et sa campagne contre les serments du sacre vis-à-vis des protestants, celle du clergé ; enfin, son décret sur les jurandes, celle de la bourgeoisie riche de Paris et d’autres, comme le prince de Conti, dont les intérêts sont engagés.
Dans l'opposition du parlement, il y a aussi une opposition aux physiocrates antiparlementaristes. Turgot croit en l'aspect éclairé de l'absolutisme politique et compte sur le roi pour mener à bien toutes les réformes. Quant au Parlement, il s'est opposé à toute intervention de leur part dans la législation, considérant que les physiocrates n'ont aucune compétence hors la sphère de la justice. Turgot reconnaît le danger des vieux Parlements, mais se révèle incapable de s'y opposer efficacement depuis qu'il a été associé au renvoi du chancelier Maupeou et de l'abbé Terray et semble avoir sous-estimé leur pouvoir. Il s'oppose à la convocation des États généraux préconisée par Malesherbes le 6 mai 1775, probablement en raison de l'important pouvoir qu'y ont les deux ordres privilégiés. Son plan personnel se trouve dans son Mémoire sur les municipalités qui a été soumis d'une façon informelle au roi. Dans le système proposé par Turgot, les propriétaires seuls doivent former l'électorat, aucune distinction n'étant faite entre les trois ordres. Les habitants des villes doivent élire des représentants par zone municipale, qui à leur tour élisent les municipalités provinciales, et ces dernières une grande municipalité, qui n'a aucun pouvoir législatif mais doit être consultée pour l'établissement des taxes. Il faut y combiner un système complet d'éducation et de charité visant à soulager les pauvres.
Louis XVI recule devant l'ampleur du plan de Turgot. Il reste à Turgot à choisir entre une réforme superficielle du système existant et une réforme totale des privilèges — mais il aurait fallu pour cela un ministre populaire et un roi fort.

#### Chute

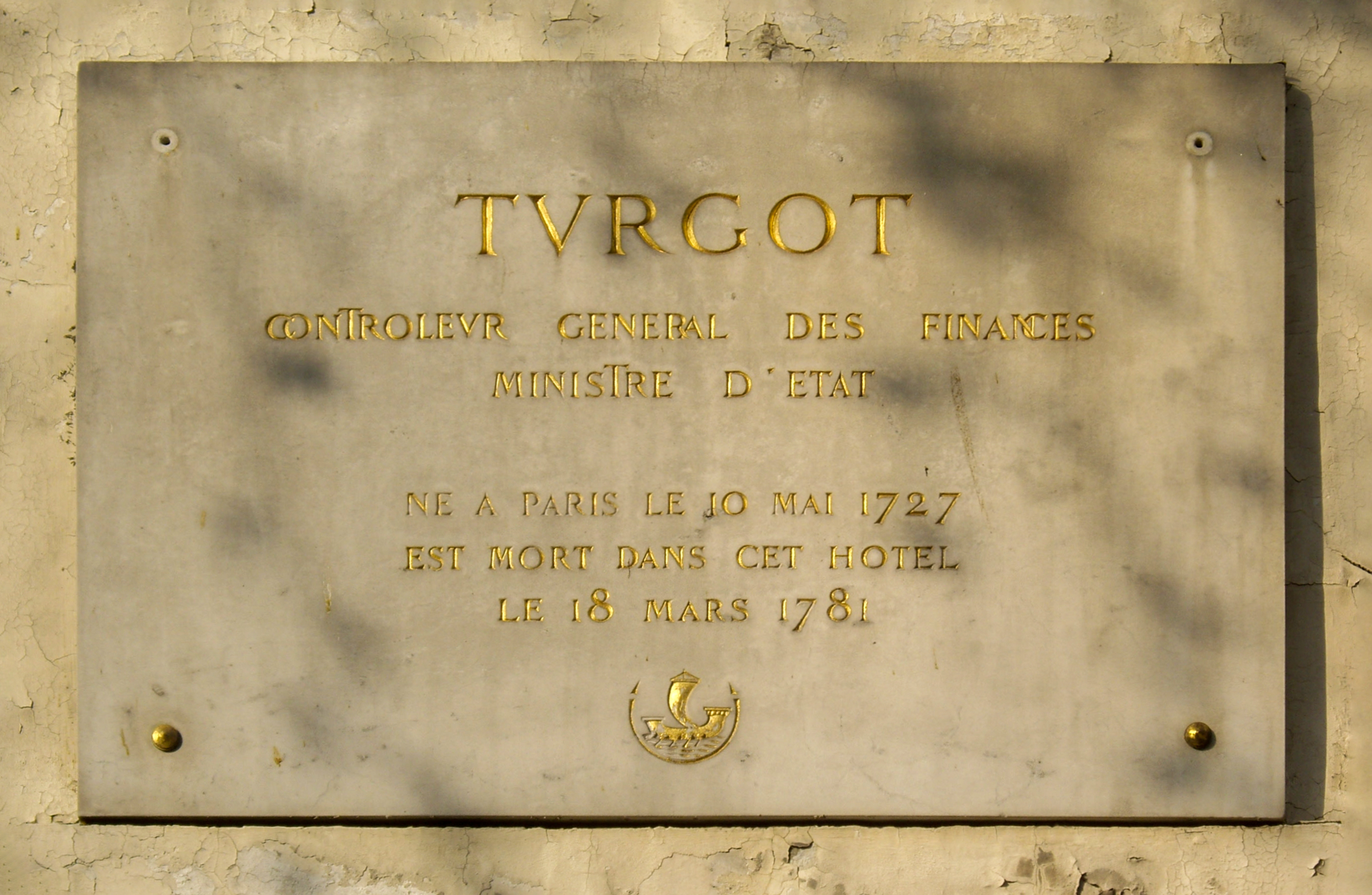
Plaque 108 rue de l'Université (Paris), où Turgot meurt en 1781.

La reine Marie-Antoinette ne l'aime guère depuis qu'il s'est opposé à l’octroi de faveurs à ses favoris, comme la princesse de Lamballe, pour laquelle la reine avait demandé la réinstauration de la fonction de surintendante de la Maison de la Reine, office aboli en 1741, ainsi qu'une forte augmentation de la pension attachée à cette fonction. Tout pouvait continuer à aller bien si Turgot avait conservé la confiance du roi, mais le roi ne manque pas de voir que Turgot n'a pas l'appui des autres ministres. Même son ami Malesherbes pense qu'il est trop impétueux. La méfiance de Maurepas va également croissant. Que ce soit par jalousie de l'ascendant que Turgot a acquis sur le roi, ou par l'incompatibilité naturelle de leurs personnages, Maurepas bascule contre Turgot et se réconcilie avec la reine. C'est vers cette époque qu'apparaît une brochure, Songe de M. Maurepas, généralement attribué au comte de Provence (futur Louis XVIII), contenant une caricature acide de Turgot. La cause immédiate de la chute de Turgot est incertaine. Certains parlent d'un complot, de lettres fabriquées de toutes pièces et attribuées à Turgot, contenant des attaques sur la reine Marie-Antoinette, d'une série de notes sur le budget de Turgot préparée, dit-on, par Necker et montrée au roi pour prouver son incapacité. D'autres l'attribuent à la reine et il n'y a aucun doute sur sa haine de Turgot depuis qu'il a soutenu Vergennes dans l'affaire du comte de Guines.
D'autres encore supputent une intrigue de Maurepas. En effet, après la démission de Malesherbes en avril 1776, Turgot tente de placer l'un de ses candidats. Très mécontent, Maurepas propose au roi comme son successeur un nommé Amelot. Turgot, l'apprenant, écrit une lettre indignée au roi, et lui montre en termes énergiques les dangers d'un ministère faible, se plaint amèrement de l'indécision de Maurepas et de la soumission de ce dernier aux intrigues de cour. Bien que Turgot ait demandé à Louis XVI de garder la lettre confidentielle, le roi la montre à Maurepas.
La chute de Turgot est aussi imputable à Turgot lui-même. En effet, s'il est moins systématique que les physiocrates, il montre une rigidité dogmatique qui l'empêche de concilier diplomatie et administration efficace,. Pour Keith Baker, le fait qu'il pense avec les esprits éclairés de son temps « qu'il n'y a rien de plus à craindre et à réprimer que les dispositions irrationnelles d'une populace enflammée et ignorante » le conduit à un autoritarisme qui lui aliène un soutien populaire. Comme le souligne Joseph-Alphonse de Véri, Turgot est également trop confiant en ses capacités : « sans égard pour personne, sans considération de l'ignorance dont vous pourriez être de milliers de détails, vous prononcez votre jugement. Vous ne prononcez jamais un mot qui pourrait montrer la moindre hésitation ».
Avec tous ces ennemis, la chute de Turgot est certaine, mais il tente de rester à son poste assez longtemps pour finir son projet de la réforme de la Maison du roi, avant de démissionner. Cela ne lui est même pas accordé : le 12 mai, on lui ordonne d’envoyer sa démission. Il se retire, dès le 13 mai 1776, partant pour La Roche-Guyon au château de la duchesse d'Enville, puis retourne à Paris, où il consacre le reste de sa vie aux études scientifiques et littéraires. En 1777, il est fait vice-président de l’Académie des inscriptions et belles-lettres.

### Mort
Le 18 mars 1781, Turgot s'éteint des suites d'une fièvre bilieuse (cholécystite) provoquée par une accumulation de calculs hépatiques à l'âge de 53 ans. Dans un mot adressé à Malesherbes, il disait « Chez les Turgot, on meurt à cinquante ans. ».

## Pensée économique
L'œuvre la plus connue de Turgot est ses Réflexions sur la formation et la répartition des richesses.
Écrit en 1766, il parut en 1769-1770 dans le journal de Dupont, les « Ephémérides du citoyen », et fut publié séparément en 1776. Dupont, cependant, apporta diverses modifications au texte, afin de le rendre plus conforme à celui de Quesnay. doctrines, qui ont conduit à une certaine froideur entre lui et Turgot.
Dans ses Réflexions, après avoir retracé l'origine du commerce, Turgot développe la théorie de Quesnay selon laquelle la terre est la seule source de richesse, et divise la société en trois classes, les productives ou agricoles, les salariés (la « classe stipendiée ») ou la classe des artisans et la classe des propriétaires fonciers (« classe disponible »). Il propose également une remarquable théorie du taux d'intérêt. Après avoir discuté de l'évolution des différents systèmes de culture, de la nature de l'échange et du troc, de l'argent et des fonctions du capital, il expose la théorie de l'« impôt unique », c'est-à-dire que seul le produit net du terrain devrait être taxé. En outre, il exige la liberté totale du commerce et de l'industrie.

### Réception de sa pensée
Les jugements sont partagés à propos de ses qualités d'homme d'État, mais on considère généralement que Turgot est à l'origine d'un grand nombre des réformes et des idées de la Révolution française. Souvent ce ne sont pas ses idées propres, mais on lui doit de les avoir rendues publiques. Concernant ses qualités d'économiste, les avis sont aussi partagés. Oncken, pour prendre le plus négatif des avis, le voit comme un mauvais physiocrate et un penseur confus, tandis que Léon Say considère qu'il est le fondateur de l'économie politique moderne et que « bien qu'il ait échoué au XVIIIe siècle, il a triomphé au XIXe siècle ».
Ce jugement est partagé par Murray Rothbard, qui voit en Turgot le plus grand économiste du XVIIIe siècle avec Cantillon et estime que, sur certains points, la théorie économique a perdu plusieurs dizaines d'années en ne s'inspirant pas de ses conceptions :

« C'était un génie unique, ce qu'il est quand même difficile de dire des Physiocrates. Sa compréhension de la théorie économique était incommensurablement supérieure à la leur, et la manière dont il traita le capital et l'intérêt est quasiment inégalée encore aujourd'hui. »

Pour Schumpeter, sa théorie de la formation des prix était

« presque irréprochable et, mis à part une formulation explicite du principe marginaliste, se trouve à une distance palpable de celle de Böhm-Bawerk. »

La théorie de l'épargne, de l'investissement et du capital était « la première analyse sérieuse de ces questions » et

« a tenu remarquablement longtemps. Il est douteux qu'Alfred Marshall soit parvenu à la dépasser, et certain que J. S. Mill ne l'a pas fait. Böhm-Bawerk y a sans doute ajouté une nouvelle branche mais, pour l'essentiel, il avait repris les propositions de Turgot. »

« La théorie de l'intérêt de Turgot est non seulement le plus grand exploit […] du XVIIIe siècle, mais elle préfigurait nettement une bonne partie des meilleures réflexions des dernières décennies du XIXe siècle. »

En somme,

« il n'y a pratiquement aucune erreur discernable dans ce tout premier traité de la valeur et de la distribution, traité dont la mode allait tellement se développer dans les dernières décennies du XIXe siècle. Ce n'est pas exagérer que de dire que l'analyse économique a pris un siècle pour se retrouver où elle aurait pu en être vingt ans après la publication du Traité de Turgot si son contenu avait été correctement compris et assimilé par une profession plus éveillée. »

## Œuvres
- Lettre à M. l’abbé de Cicé, depuis évêque d’Auxerre, sur le papier supplée à la monnaie, 1749.
- Les avantages que la religion chrétienne a procurés au genre humain (Discours prononcé en latin, dans les écoles de la Sorbonne), 1750.
- Tableau philosophique des progrès successifs de l’ésprit humain (Discours prononcé en latin, dans les écoles de la Sorbonne), 1750.
- Plan de deux discours sur l’histoire universelle, 1751 (lire en ligne).
- Plan d’un ouvrage sur la géographie politique, 1751 (lire en ligne).
- Fragmens et pensées détachées pour servir à l’ouvrage sur la geographie politique, 1751 (lire en ligne).
- Lettres sur la tolérance, 1753-1754.
- Articles de l’Encyclopédie, Paris, Le Breton et al., 1751-1772. « Étymologie », « Existence », « Expansibilité », « Foire » et « Fondation » - publiés en 1756-1757.
- Éloge de Vincent de Gournay, Mercure de France, 1759.
- Le commerce des grains: Projet de lettre au contrôleur général Bertin sur un projet d’édit, 1763.
- Réflexions sur la formation et la distribution des richesses, 1766.
  - Anne Robert Jacques Turgot, Réflexions sur la formation et la distribution des richesses, Paris, Nicolas-Augustin Delalain (d) et Jacques Lacombe, 1765-1772 (ISSN 1761-5402 et 2418-9693, BNF 32768129, lire sur Wikisource).
- Circulaire aux officiers de police des villes, 1766 (lire en ligne).
- Observations sur les mémoires de Graslin et Saint-Péravy, 1767.
- Lettres sur les émeutes populaires que cause la cherté des bleds et sur les précautions du moment, 1768 (lire en ligne).Ouvrage attribué à Turgot
- L’impôt indirect: Observations sur les mémoires récompensés par la Société d’Agriculture de Limoges, 1768.
- Lettres à Hume, 1768.
- Valeurs et Monnaies : Projet d’article, 1769 (lire en ligne).
- Lettres à Dupont de Nemours, 1766-70 (lire en ligne).
- Mémoire sur les prêts d’argent, 1770.
- Lettres au contrôleur général sur le commerce de grains, 1770.
- Extension de la liberté du commerce des colonies, 1772.
- Lettre au contrôleur général sur la marque des fers, 1773.
- Arrêt du Conseil établissant la liberté du commerce des grains et des farines à l’intérieur du royaume et la liberté de l’importation, 1774 (lire en ligne).
- Mémoire sur les moyens de procurer, par une augmentation de travail, des ressources au peuple de Paris, dans le cas d’une augmentation dans le prix des denrées, 1775 (lire en ligne).
- Des administrations provinciales : mémoire présenté au Roi, 1788 (lire en ligne).
- Mémoires sur le prêt à intérêt et sur le commerce des fers, 1789 (lire en ligne).
- Œuvres de Turgot, t. 1, Eugène Daire, Hippolyte Dussard, 1844 (lire en ligne).
- Œuvres de Turgot, t. 2, Eugène Daire, Hippolyte Dussard, 1844 (lire en ligne)

## Iconographie
- 1843, Anne Robert Jacques Turgot, contrôleur général des finances de Louis XVI, marbre, Musée des Beaux-Arts de Lyon, réalisé par Jean-François Legendre-Héral. Également en marbre à Paris dans l'hémicycle du Sénat, et en plâtre au château de Versailles.